# Le Dourn
Le Dourn település Franciaországban, Tarn megyében. Lakosainak száma 116 fő (2022. január 1.). Le Dourn Réquista, Saint-Jean-Delnous, Assac, Cadix, Faussergues és Saint-Michel-Labadié községekkel határos.

## Népesség
A település népességének változása:
| Lakosok száma | 133  | 121  | 117  | 114  | 112  | 111  | 113  | 114  | 116  |
|               | 2013 | 2015 | 2016 | 2017 | 2018 | 2019 | 2020 | 2021 | 2022 |